# Carl Hanke
Johann Carl Hanke (getauft am 5. Dezember 1749 (nicht 1750) in Markt Roßwald; † 10. Juni 1803 in Flensburg) war ein deutscher Komponist und Dirigent.

## Leben und Wirken
Carl Hanke war ein Sohn der Roßwalder Marktbürgersleute Anton und Maria Magdalena Hanke. Er stammte aus einer Familie, deren Name oftmals im schlesisch-mährischen Grenzgebiet zu finden ist. Einige Namensträger arbeiteten als Kantore und Organisten.
Hankes Kindheit und Jugend ist nahezu nicht dokumentiert. Graf Albert Joseph von Hoditz gab ihm einen Platz im Knabenorchester von Schloss Roßwald. Aus diesem Grund ist davon auszugehen, dass er in jungen Jahren Unterricht im Violinspiel erhalten hatte. Am Schloss fanden während dieser Zeit berühmte Theater- und Opernaufführungen statt, deren Leitung oftmals Carl Ditters von Dittersdorf übernahm.
Als 1770 Friedrich II. von Preußen Schloss Roßwald besuchte, schrieb Hanke zu seinen Ehren eine Kantate. Graf von Hoditz ermöglichte ihm eine Reise nach Wien, wo er bei Johann Gottlieb Graun und von 1772 bis 1775 insbesondere bei Christoph Willibald Gluck lernte. Hier entschied er sich für eine Karriere als Berufsmusiker.
Von 1776 bis 1778 übernahm Hanke die Leitung der Hofkapelle von Roßwald. Dort schuf er viele Gelegenheitskantaten, Ballette, Orchesterwerke und Kammermusik. 1778 heiratete er in Roßwald Anna Maria Stormke (* 1760), mit der er eine Tochter hatte. Ihr Vater und Rentmeister Franz Joseph Stormke war verheiratet mit Anna Rosina, geborene Just aus Roßwald.
Nachdem der Graf 1778 verstorben war, wurde die Roßwalder Hofkapelle aufgelöst. 1779 erhielt Hanke eine Stelle als Musikdirektor am Brünner Stadttheater, das auch seine Frau engagierte. 1781 wechselte er mit seiner Frau an das Warschauer Nationaltheater, dessen Ensemble fast ausschließlich polnische Musiker angehörten. Die Tatsache, dass Hanke als Ausländer einen solchen Ruf erhielt, ist ein Hinweis darauf, dass er ein in weiten Kreisen angesehener Künstler war. In Warschau wurde sein Singspiel „Robert und Hannchen“ mit großem Erfolg erstmals aufgeführt. Er erhielt eine persönlich übergebene Auszeichnung des Königs Stanislaus II. August Poniatowski. Über welchen Zeitraum Hanke in Warschau auftrat, ist nicht exakt dokumentiert.
1782 ging das Warschauer Nationaltheater Bankrott. Hanke und seine Frau arbeiteten danach für einige Zeit an der Breslauer Oper und anschließend noch 1782 in Berlin. Direktor Abel Seyler holte Hanke und dessen Ehefrau 1783 an das Ackermannsche Schauspielhaus nach Hamburg. Als Musikdirektor bot er selbstgeschriebene Schauspielmusiken, Ballette und zwei Opern. Zu seinem größten Erfolg entwickelte sich die Bühnenmusik „Gesänge und Chöre zum lustigen Tage oder der Hochzeit des Figaro“, erstmals aufgeführt im Jahr 1785.
1786 erhielt Hanke einen Ruf von Landgraf Carl von Hessen als Musikdirektor des Gottorfer Hoftheaters in Schleswig. Als Dirigent leitete er italienische und französische Opern und die selbst komponierten Singspiele „Doktor Fausts Leibgürtel“ und „Hüon und Amande“ mit einem Libretto von Friederike Sophie Seyler nach „Oberon“ von Christoph Martin Wieland. Seine Frau trat in Opern auf und erhielt vom Publikum und Fachleuten positive Kritiken. Den Höhepunkt seines Schaffens in Schleswig stellte die Hochzeit des dänischen Thronfolgers Friedrich VI. dar. Bei den Feierlichkeiten dieses Ereignisses trat er mit eigenen Gelegenheitsmusiken auf.
Am 20. April 1789 verstarb Hankes Ehefrau. Er ehrte sie in seiner ersten Liedersammlung “Gesänge beym Clavier, für Kenner und Liebhaber”, erschienen 1790. Hanke hatte eine Beziehung mit Maria Schmidt, deren Vater Johann Schmidt als Schmied in Hadersleben arbeitete und die im Februar 1791 einen Sohn gebar. Um die außereheliche Zeugung zu vertuschen, erhielt der Sohn den Nachnamen „Eknah“, der ein Anagramm seines eigenen Nachnamens darstellte. Wäre die Affäre publik geworden, hätte Hanke seine Stelle in Schleswig sicherlich verloren.
Am 13. Juni 1791 heiratete Hanke in Schleswig Christian Sophia Berwald (* 11. Juli 1757 in Schleswig; 27. Februar 1843 vermutlich in Husum). Sie war bis 1791 mecklenburgisch-schwerinische Hofsängerin in Ludwigslust. Aus dieser Ehe stammten zwei Söhne, darunter Carl Friedrich Ferdinand (* 15. April 1793 in Flensburg; 12. Juli 1863) in Schleswig. Er arbeitete als Ober- und Landgerichtsadvokat in Schleswig und gründete den Schleswiger Gesangsverein von 1839 mit.
Hanke reichte danach, wahrscheinlich, um sich im Alter abzusichern, eine Bewerbung als Stadtmusikant von Flensburg ein. Der Rat stimmte unter den Auflagen zu, dass Hanke eine Singschule gründen und der sich der Kirchenmusik annehmen solle. In Flensburg arbeitete er nicht nur als Stadt- und Amtsmusikant, sondern auch als Musikpädagoge. Er ließ 1794 auf eigene Kosten einen Konzertsaal errichten, in dem Subskriptions-Konzertreihen stattfanden. Am Flensburger Theater dirigierte er insbesondere Werke Mozarts und komponierte viele Gelegenheitswerke zu öffentlichen Anlässen, so Geburtstage von Königen oder vaterländischen Feiern.
Nach dem Tod des Kantors der Marienkirche übernahm Hanke 1796 vertragsgemäß zusätzlich und unentgeltlich dessen Aufgaben. Er schrieb viele geistliche Werke, so eine bedeutende Trauermusik für eine Frau des Flensburger Bürgermeisters. 1795/97 gab er eine neue Liedersammlung heraus. Als Texte verwendete er hier Gedichte von Johann Heinrich Voß, Matthias Claudius und Heinrich Harries. In der Sammlung sind auch Freimaurerlieder und „Fragmente“ geistlicher Kompositionen zu finden.
Obwohl Hanke zahlreiche Stellen ausfüllte, hatte er finanzielle Probleme, die insbesondere aus den hohen Ausgaben für den Bau des Konzertsaals resultierten. Er erwirtschaftete mit den Konzerten zunächst Gewinne, die aber sanken. 1795 erhielt er mit dem neu eröffneten Flensburger Theater zudem Konkurrenz. Er eröffnete neben seinem Konzerthaus  eine Schankwirtschaft mit Billardtisch und versuchte so, anderweitig Gewinne zu erwirtschaften. Weitere Probleme bereiteten ihm neue Bürgergarden, die bei ihren Feiern selbst für die musikalische Unterhaltung sorgten sowie freie Musiker. Hanke berief sich auf sein Privileg als Stadtmusikus und bat den Flensburger Rat, der ihn nicht wirklich unterstützte, ständig um Gehaltserhöhungen.
Hanke starb aufgrund eines Schlaganfalls.

## Werke
Hanke arbeitete als Komponist außerordentlich vielfältig und flexibel. Es gelang ihm, mit den unterschiedlichen Anforderungen, die seine zahlreichen Orts- und Aufgabenveränderungen mit sich brachten, umzugehen. Bei den bekannten Bühnenstücken arbeitete einfach, klar und ausdrucksstark. Er wurde beeinflusst von Gluck und der Leipziger Tradition des Singspiels. Bei seinen Liedern arbeitete er wie Johann Abraham Peter Schulz. Seine Symphonie in Es-Dur hat eine langsame Einleitung und erinnert an Werke Mozarts. Bei seiner „Serenade“ in F-Dur ließ er sich wahrscheinlich von Dittersdorf inspirieren.
Der Großteil von Hankes Werken ging nicht in den Druck. Aufgrund der seinerzeit populären Komponisten Mozart und Haydn geriet er nach kurzer Zeit in Vergessenheit.
- Robert und Hannchen oder Die hat der Teufel geholt (ursprünglich Der Wunsch mancher Mädchen) (Karl Martin Plümicke), komisches Singspiel, 2 Akte, Warschau 1781
- Gesänge und Chöre zum lustigen Tag oder Die Hochzeit des Figaro, Hamburg 1785
- Xaphire (Bernhard Christoph d’Arien), große romantische Oper, Hamburg 1786
- Dr. Fausts Leibgürtel (Bernhard Christoph d'Arien nach Rousseau und Mylius), komische Oper 2 Akte, ca. 1786; Flensburg 1794
- Hüon und Amande (Friederike Sophie Seyler nach Wielands Oberon), romantische Oper, Schleswig 1789/1790